# Casimiro Ávalos
Divino Casimiro de Ávalos Pinto (Asunción, Paraguay, 4 de marzo de 1925-Pereira, Colombia, 29 de enero de 1999) fue un futbolista paraguayo nacionalizado colombiano. Jugaba como delantero y es el goleador histórico del Deportivo Pereira de Colombia con 141 goles. Su nieta María José Rojas es jugadora del Deportivo Pereira.

## Trayectoria

### Argentina
Debutó en la temporada 1947 con el equipo de Los Andes. Estuvo cedido en el club Lanús en 1948. Al finalizar la temporada regresó un año a jugar con el equipo Los Andes. En su estadía en la Argentina disputó 110 partidos y marcó 20 goles.

### Colombia
Sin mucho renombre llegó al país cafetero un 24 de diciembre de 1949 para jugar con el Deportivo Pereira allí jugo desde 1950 hasta 1953 y en su segundo ciclo desde 1956 hasta 1961 en total con el club matecaña disputó 259 partidos y convirtió 141 goles siendo el goleador histórico del club matecaña.
Durante 1954 jugó para Atlético Nacional marcando 6 goles se consagró campeón del campeonato.
Durante la temporada 1955 jugó para el Deportes Tolima marcando 13 goles.

## Muerte
Durante un temblor en la ciudad de Pereira en el año 1999, Casimiro estaba departiendo en un restaurante al sentir el movimiento telúrico fue tal el impacto causado en él que decide saltar por una ventana desde un segundo piso, minutos después de lo sucedido fue trasladado inicialmente a la clínica Pio XII del Seguro Social, y el miércoles siguiente fue llevado a la sala de cuidados intensivos del Hospital San Jorge de Pereira. Sufrió varias fracturas y un trauma craneal que pondrían punto final a su vida. Aunque su hermana pidió su repatriación a Paraguay, sus restos fueron enterrados en el cementerio Prados de Paz de Pereira, donde reposan hasta la actualidad.

## Clubes
- Goles en Colombia 160
- Goles en la Argentina 20

| Club              | País      | Año       |
| ----------------- | --------- | --------- |
| Los Andes         | Argentina | 1947      |
| Lanús             | Argentina | 1948      |
| Los Andes         | Argentina | 1949      |
| Deportivo Pereira | Colombia  | 1950-1953 |
| Atlético Nacional | Colombia  | 1954      |
| Deportes Tolima   | Colombia  | 1955      |
| Deportivo Pereira | Colombia  | 1956-1961 |

## Palmarés

### Campeonatos nacionales
| Título              | Club              | País     | Año  |
| ------------------- | ----------------- | -------- | ---- |
| Categoría Primera A | Atlético Nacional | Colombia | 1954 |